# WARMING-UP MUSIC
『WARMING-UP MUSIC』（ウォーミングアップ・ミュージック）は、NACK5で、1990年4月から2016年9月28日まで放送されていたラジオ番組。パーソナリティは、元文化放送アナウンサー大野勢太郎。
なお本項では、2010年10月1日から2016年9月29日まで放送していた姉妹番組『大野勢太郎 HYPER RADIO』（おおのせいたろう ハイパー・ラジオ）についても記述する。

## 概要
開局以来続いていた『NACK5レポート』の終了をうけ、1990年4月より放送開始。首都圏FM局の中で同時間帯聴取率1位を獲得していた。
キャッチフレーズは、「埼玉の朝、首都圏の朝は、この番組とともに始まる」で、ニュース、音楽を中心に放送。サッカーにまつわるコーナーが多く、浦和レッズ専門コーナーが2つ（HYPER RADIOでは1つ）存在した（ALL THE REDS…一般的なレッズ情報、HEARTBEAT REDS…レッズ選手・関係者のこぼれ話を紹介。ただしHYPER RADIOでは、ALL THE REDSのみである。）。
2008年11月13日に、さいたま市大宮公園サッカー場の名称がネーミングライツにより、「NACK5スタジアム大宮」になったが、それ以前は、浦和レッズと同じJ1大宮アルディージャの話題は、あまり番組内で紹介されなかった。
なお、大野はサッカーや相撲関係で取材に行く時が年に何回かあり、代理は元文化放送の梶原しげる、矢野吉彦、フリーアナウンサーの鵜飼一嘉等が対応した。2011年2月には落語家の三遊亭鬼丸やフリーアナウンサーの加藤暁が、同年10月には加藤暁・近藤祐司・新井麻希がそれぞれ対応した。また大野が夏休みなどで一週間放送を休む時は、小笠原聖や上野智広や岡田眞善や漫画家のあらい太朗などNACK5で番組を持っている他のパーソナリティが代理として出演していた。
2007年4月より金曜日の放送がなくなり、月曜〜木曜の放送となったが、2010年10月1日に『大野勢太郎HYPER RADIO』が開始。これにより大野がパーソナリティを務めるワイド番組が実質月～金の帯放送として復活した。こちらについてはスポーツの話題もあるが、「ハイパー世論調査」と称して、リスナーから時事問題について意見を募るほか、話題の本や映画の情報・埼玉県内のドライブ情報など、幅広いジャンルのコーナーで構成されていた。

## 放送時間
- 1990年4月 - 1999年3月……月～金曜・7:00 - 9:00
  - 開始時の担当パーソナリティは月・火曜が矢野吉彦、水～金曜が大野勢太郎だった。
  - ?年4月からは矢野が担当から外れ、月～金曜を大野が担当する事になった。
- 1999年4月 - 2004年3月……月～金曜・6:30 - 9:00
  - 放送時間が30分繰り上げ拡大。
- 2004年4月 - 2007年3月……月～金曜・6:00 - 9:00
  - 放送時間がさらに30分繰り上げ拡大。
- 2007年4月 - 2010年9月……月～木曜・6:00 - 9:00
  - 「BEAUTIFUL FRIDAY～HANAKIN～」開始に伴い、金曜が消滅。
- 2010年10月 - 2016年9月29日……月～金曜・6:00 - 9:00（HYPER RADIOも含む）
  - HYPER RADIO開始に伴い、大野がパーソナリティを務めるワイド番組が実質月～金の帯放送として復活。

## タイムテーブル

### WARMING-UP MUSIC
- 6:00 オープニング
- 6:01 NACK5 NEWS
- 6:04 SPORTS HEADLINE

　　ー スポーツニュースをまとめて伝える。
- 6:10 お出かけ情報 & NACK5 TRAFFIC（九段センター）

　　ー 天気予報と、鉄道・航空・道路の情報を伝える。
- 6:14 WARMING UP MUSIC WEATHER INFORMATION（ウェザーニューズ）
- 6:18 TODAY'S FRONT PAGE
- 6:30 NACK5特選市
- 6:37 ROAD TO THE WORLD
- 6:45 お出かけ情報 & NACK5 TRAFFIC（九段センター）
- 6:48 お目覚めリクエスト

　　ー リクエストコーナー。朝に聞きたい曲のリクエストを募集する。
- 6:53 ALL THE REDS（埼玉信用金庫提供）

　　ー 浦和レッズに関する情報を紹介する。
- 7:00 NACK5 NEWS
- 7:04 NEWS PICK UP

　　ー 大野が気になったニュースをピックアップして紹介する。
- 7:11 お出かけ情報 & NACK5 TRAFFIC（警視庁スタジオ）
- 7:16 エコノモーニング
- 7:26 SPORTS SHOT
- 7:34 MAGAZINE EXPRESS

　　ー その日に発売される週刊誌の記事をピックアップして紹介する。
- 7:45 お出かけ情報 & NACK5 TRAFFIC（埼玉センター）
- 7:50 SPORTS A LA CARTE（埼玉トヨタ提供）

　　ー あるスポーツ選手のエピソードを紹介する。
- 8:00 NACK5 NEWS
- 8:05 CATCH THE NUMBER

　　ー ある数字から、注目されている世の中の動きを紹介する。
- 8:11 お出かけ情報 & NACK5 TRAFFIC（埼玉センター）
- 8:15 MORNING SQUARE

　　ー 通常はリスナーからのメールを読みつつ、リクエスト曲をかけながら、埼玉県からのお知らせを入れているが、年末年始、GW、お盆期間中の1～2週間は埼玉県からのお知らせがお休みとなるため、 リクエスト曲が多めにかかることがある（原則は月曜～金曜だが、月曜だけ「埼玉県からのお知らせ」が入る場合は翌日の火曜～翌週月曜と1日ずつずれていく）。
　　ー 埼玉県からのお知らせがある、毎月最初のコーナーは埼玉県広報誌「彩の国だより」内、埼玉県知事上田清司のコラムが知事本人から朗読される。そのため、該当日はリクエスト曲は1曲しかかからない。
- 8:26 HEARTBEAT REDS

　　ー レッズ選手のこぼれ話などを紹介する。
- 8:30 お出かけ情報 & NACK5 TRAFFIC（埼玉センター）
- 8:32 宇都美慶子笑顔でSTART!
- 8:38 NACK5特選市
- 8:42 MESSAGE MARKET
- 8:54 お出かけ情報 & NACK5 TRAFFIC（九段センター）
- 8:57 エンディング

### 大野勢太郎 HYPER RADIO
- 6:00 オープニング
- 6:01 NACK5 NEWS
- 6:04 SPORTS HEADLINE
- 6:10 お出かけ情報 & NACK5 TRAFFIC（九段センター）
- 6:14 WEEKEND WEATHER
- 6:18 TODAY'S FRONT PAGE
- 6:30 NACK5特選市
- 6:37 ハイパー人生相談
  - イトーヨーカドーのCM出演者である、AAA、SUPER☆GiRLS、Dream5のメンバーが交代でパーソナリティーを務める。
- 6:45 お出かけ情報 & NACK5 TRAFFIC（九段センター）
- 6:48 お目覚めリクエスト
- 6:53 ALL THE REDS
- 7:00 NACK5 NEWS
- 7:04 勢太郎の TODAY'S CHOICE
  - 内容はWARMINGの『NEWS PICK UP』とほぼ同一である。
- 7:11 お出かけ情報 & NACK5 TRAFFIC（警視庁スタジオ）
- 7:16 エコノモーニング
- 7:26 チェンジ!!ジャパン ハイパー世論調査
  - 毎回あるニュースについて、リスナーから2択で意見を募集する。
- 7:34 BOOK KING
  - オススメの本を紹介する。
- 7:45 お出かけ情報 & NACK5 TRAFFIC（埼玉センター）
- 7:50 HYPER DRIVE
  - 埼玉県内の「本当においしい店」・「本当にすごい場所」を紹介するコーナー。このようなコーナーは通常、最寄の鉄道駅や高速道路のインターチェンジなどを起点とするが、ここでは埼玉トヨタの販売店を起点としている。
- 8:00 NACK5 NEWS
- 8:05 HYPER TELEPHONE
  - テレビや雑誌などで話題となっているキーワードや出来事について、専門家に電話で話を伺う。
- 8:11 お出かけ情報 & NACK5 TRAFFIC（埼玉センター）
- 8:15 MORNING SQUARE
- 8:26 コツコツ1分体操 - 骨骨先生（これは、2005年にテレビ朝日『いま得!』同局で2009年から2013年まで『散歩シリーズ』（ちい散歩→若大将のゆうゆう散歩)で放送されたもののラジオ版）
- 8:30 お出かけ情報 & NACK5 TRAFFIC（埼玉センター）
- 8:32 CINEMA QUEEN
  - オススメの映画を紹介する。
- 8:40 NACK5特選市
- 8:45 チェンジ!!ジャパン ハイパー世論調査
- 8:54 お出かけ情報 & NACK5 TRAFFIC（九段センター）
- 8:57 エンディング（HYPER RADIOの開始で、小林克也に向けて再び話題を振るようになった）

## NACK5特選市
両番組内で放送されるラジオショッピングコーナー。monakaやGOGOMONZでは総通（日本直販）のラジオショッピングを放送しているが、WARMING、HYPER RADIOの2番組では独自の内容で放送している。「NACK5特選市プラス!!」というタイトルで、夕焼けHEADLINEでも不定期で放送されていた。

## ノベルティ
- リスナーズカード - WARMINGでメッセージを送ってきてくれたリスナーの中から抽選で1名にプレゼントされたプラスチックカード。表面にはシリアルナンバーが刻印されている。裏面のラジオネーム欄には、当選者のラジオネームが大野直筆で書かれている。ただし、HYPER RADIOではリスナーズカードのプレゼントは無く、代わりにアーティストグッズのプレゼントがあった。現在はプレゼントされていない。
- 勢太郎オリジナル缶バッジ - 2011年8月からのノベルティ。大野の座右の銘である「継続は力なり」が1文字ずつプリントされた赤色の缶バッジ6種。「継」「は」「な」「り」はWARMINGで、「続」はHYPER RADIOで、「力」はおとこラジオでそれぞれ抽選でプレゼントされる。スペシャルウィーク（番組では「黄金の一週間」と呼んでいる）期間中は「継続は力なり」6個フルセットでプレゼントされる。